# Luigi Monti
Luigi Monti, född 1838 i Neapel, död 1904 i Milano, var en italiensk skådespelare.
Både hans far och mor var framstående sceniska konstnärer; den förre var länge direktör för Fiorentiniteatern i Neapel.